# Infinity Blade
Infinity Blade ist ein Actionspiel mit Rollenspielelementen. Das Spiel wurde von Chair Entertainment und Epic Games entwickelt. Seit dem 9. Dezember 2010 ist es im App Store erhältlich. Es ist das erste iOS-Videospiel, das die Unreal Engine benutzt. Der Spieler schlüpft in die Rolle einer namenlosen Spielfigur und kämpft in einer Reihe von Eins-gegen-eins-Duellen in einer verfallenen Burg, bis er sich schließlich dem Endgegner stellen muss. Im Kampf kann der Spieler durch das Wischen auf dem Display angreifen oder parieren und durch tippen ausweichen oder blocken. Nach einem Sieg oder einer Niederlage kann das Spiel als „Nachfolger“ des letzten Charakters mit den gleichen Spielgegenständen und dem gleichen Erfahrungslevel neu gestartet werden.
Das Spiel wurde von einem Team von zwölf Leuten entwickelt. Es dauerte zwei Monate bis zur ersten spielbaren Demoversion und weitere drei Monate bis zur Fertigstellung des Spiels. Mit Infinity Blade wollte man die neue iOS-Version der Unreal Engine demonstrieren.

## Rezeption
Das Spiel erhielt gute Bewertungen und erzielte bei Metacritic 87 von 100 Punkten.

## Adaption
2011 erschien Das Erwachen, eine Novelle von Brandon Sanderson, die ein Zwischenspiel vom ersten zum zweiten Teil des Spiels darstellt.